# Trachycarpus nanus
Trachycarpus nanus ist eine Art der Gattung der Hanfpalmen (Trachycarpus) und gehört zur Unterfamilie Coryphoideae in der Familie der Palmengewächse (Arecaceae).

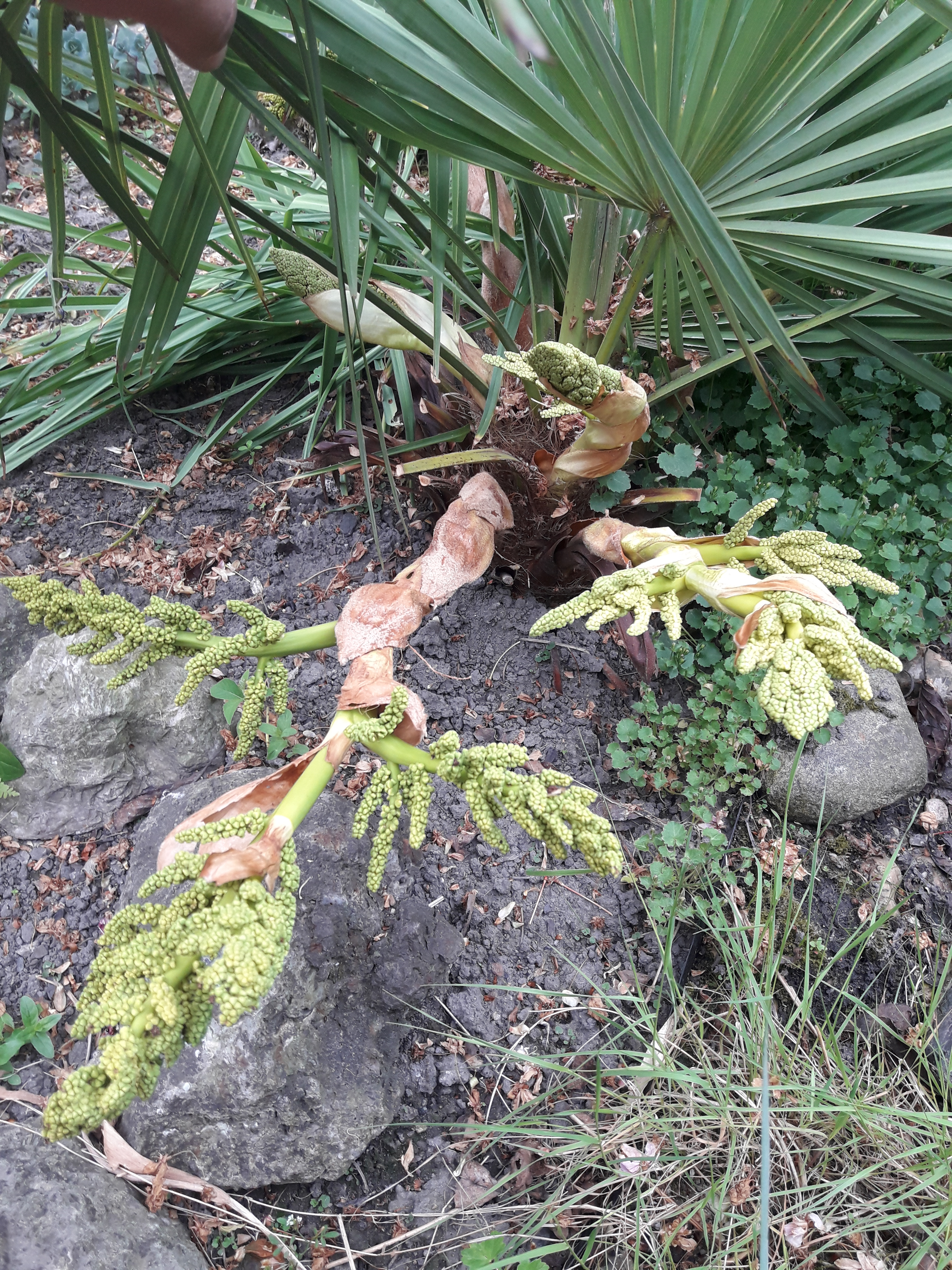
Trachycarpus nanus blühend

## Geschichte
Trachycarpus nanus wurde 1887 durch Pater Delavay in der chinesischen Provinz Yunnan entdeckt, wo sie in den Wäldern oberhalb von Tapintze in Höhenlagen von etwa 1800 Metern wächst.
Die Exemplare im Herbarium von Paris zeigen verschiedene Entwicklungsphasen dieser Palmenart. So gibt es welche mit männlichen, noch nicht geöffneten Blüten, welche Anfang April 1887 gesammelt wurden, sowie welche mit weiblichen Blüten im Stadium der Hochblüte, vom 27. April 1887, einige mit sich entwickelnden Ovaren, bedeckt mit silbrigen Härchen, vom 2. Juni 1887, und schließlich welche mit halbreifen Früchten aus Juli 1888.
Die Erstbeschreibung erfolgte 1910 durch den italienischen Botaniker Odoardo Beccari noch als Trachycarpus nana in Webbia Band 3, Seite 187.
.

## Beschreibung
Trachycarpus nanus ist eine mit der Trachycarpus fortunei und der Trachycarpus takil verwandte Art, die sich aber stark von beiden unterscheidet, vor allem durch ihre Unfähigkeit, einen größeren oberirdischen Stamm auszubilden. Weiterhin unterscheidet sie sich durch ihre sehr tief eingeschnittenen Blattsegmente und durch ihre Blütenstände, welche direkt zwischen den Blättern aus dem Boden heraustreten, und welche eine länglich traubenförmige Rispe bilden, sowie durch die weibliche Blüte, deren Krone (Corolla) etwas größer als der Kelch ist.

### Blätter
Die Blätter ähneln denen der Trachycarpus fortunei, sind aber kleiner und die Blattsegmente teilen die Blattspreite tiefer als bei jeder anderen Trachycarpus-Art. Die Blattsegmente sind steif, auf der Unterseite bläulich bereift. Die Blattsegmente teilen das Blatt bis zu einer Entfernung von 5 bis 10 cm zur Hastula.
An ihren Spitzen sind die Blattsegmente kurz zweigeteilt, wobei die Spitzen stumpf sind.

### Blütenstände und Blüten
Die Blütenstände sind steif und aufrecht, mit nur wenigen Verzweigungen, die zusammen eine länglich-traubenförmige Rispe formen, zweifach verzweigt, mit sehr kurzen, mit Blüten besetzten Seitenästen, die unbehaart sind.
Männliche und weibliche Blütenstände sind einander sehr ähnlich, jedoch sind die Verzweigungen der männlichen Blütenstände weniger steif und graziler als bei den weiblichen und vollständig mit Blüten bedeckt, welche in Dolden zu dreien vereint, sehr nahe zusammenstehen. Sie sind mit winzigen, spitzen, braunen, zarten und membranartigen Brakteolen ausgestattet.
Die männlichen Blüten mehr oder weniger kugelförmig, etwa 2,5 mm im Durchmesser und haarlos.
Die Sepalen sind fein und membranartig, völlig frei und nicht verwachsen, ein wenig ungleich groß, weitestgehend eiförmig, oben stumpf oder aber abgerundet, durchscheinend und glatt an den Rändern. Die Petalen sind unregelmäßig gerundet, mit glatten, leicht überlappenden Rändern, doppelt so lang wie die Sepalen. Sechs Staubblätter mit kurzen Staubfäden (Filamenten), welche auch während der Vollblüte (Anthese) die Petalen nicht überragen. Die Antheren sind länglich.
Die drei kleinen Fruchtblätter sind konisch gestreckt, in etwas so breit wie die Filamente, haarlos, halb so lang wie die Kronblätter (Petalen).
Die weiblichen Blüten sind kugelförmig und in Dreiergruppen angeordnet. Sie stehen sehr eng zusammen, ohne sich aber gegenseitig zu bedrängen.
Die Brakteolen sind unscheinbar. Während der Blütezeit sind die Blüten kugelförmig bis eiförmig, 2,5 mm breit und 3 mm lang.
Die Sepalen sind sehr breit und eiförmig, und nur wenig kürzer als die Petalen, abgestumpft, und sehr eng am Blütenboden zusammenstehend, wo sich auch etwas dicker und grober sind als am oberen Ende.
Sie sind glatt, abgerundet oder leicht rundlich gezahnt auf der Rückseite, mit dünnen, scharfen Rändern.
Die Petalen sind um ¼ bis 1/5 länger als die Sepalen, ansonsten diesen sehr ähnlich, sehr breit eiförmig, oben abgestumpft oder fast rund mit glatten, haarlosen Rändern.
Die sechs Staminodien (= sterile Staubblätter) sind etwas kleiner als die Petalen, mit gestauchten Filamenten und pfeilförmigen Antheren.
drei Fruchtblätter, vollständig freistehend, eiförmig, und im unteren Teil mit silbrigen Härchen bedeckt. Im oberen Teil sind sie glatt und unbehaart, und dort gehen sie allmählich in einen konisch-spitzen, nicht oder nur wenig nach außen geneigten Griffel über, welcher innenseitig eine feine Furche hat, und an dessen Ende sich eine punktförmige Narbe befindet. Die Samenanlage (Ovar) ist grundständig und anatrop.

### Früchte und Samen

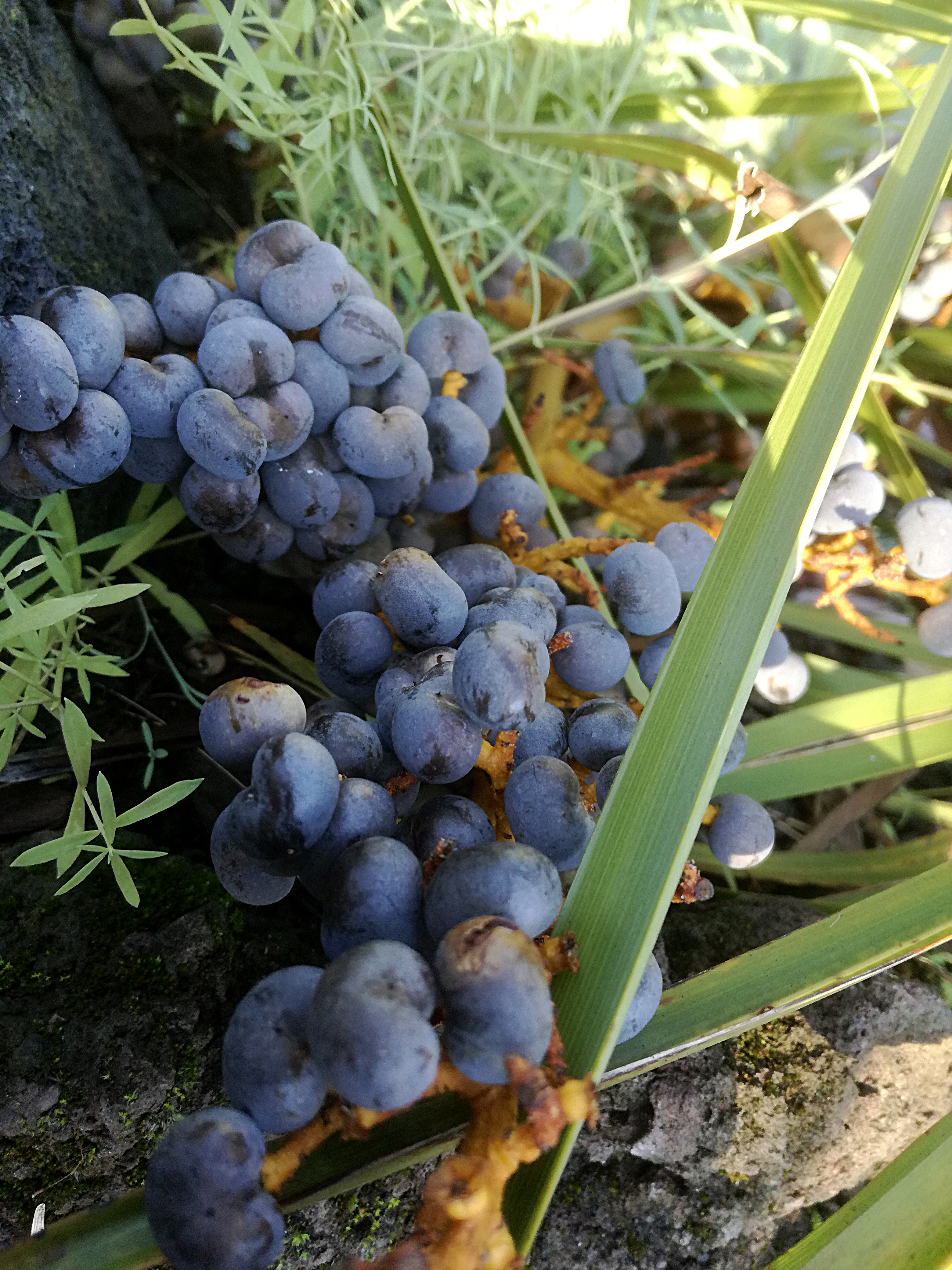
Fruchtstand

Die Früchte der Trachycarpus nanus ähneln mehr denen der Trachycarpus takil, als den Samen der Trachycarpus fortunei, und sind ausgeprägt nierenförmig.
Auf einer Seite gefurcht und nabelartig eingeschnürt an der Stelle, wo sich die Narbe befand.
Die Samen sind 10 mm breit und 7 mm dick. Das Epikarp ist hauchdünn und glatt.
Das Mesokarp ist auch nur spärlich vorhanden. Die Samen haben dieselbe äußere Form wie die Früchte.
Der Embryo befindet sich nicht im Zentrum der konvexen Seite, wie bei der Trachycarpus fortunei, sondern er ist etwas seitlich verschoben, wie bei der Trachycarpus takil. Wenn man also den Samen der Länge nach in zwei gleiche große Teile spalten würde, dann bliebe der Embryo immer auf der einen Seite, ohne die Schnittkante jemals zu berühren.

### Chromosomenzahl
Die Chromosomenzahl beträgt 2n = 36.

## Pflege in Westeuropa
Die Trachycarpus nanus sollte grundsätzlich ähnliche Ansprüche wie Trachycarpus fortunei haben. Es gibt einige langjährig-ausgepflanzte Exemplare in der Agglomeration Düsseldorf. Die Frosttoleranz ist nicht bekannt. Die Pflanze ist aber wohl mindestens für die USDA-Klimazone 9a geeignet.